# أوديب (كورني)

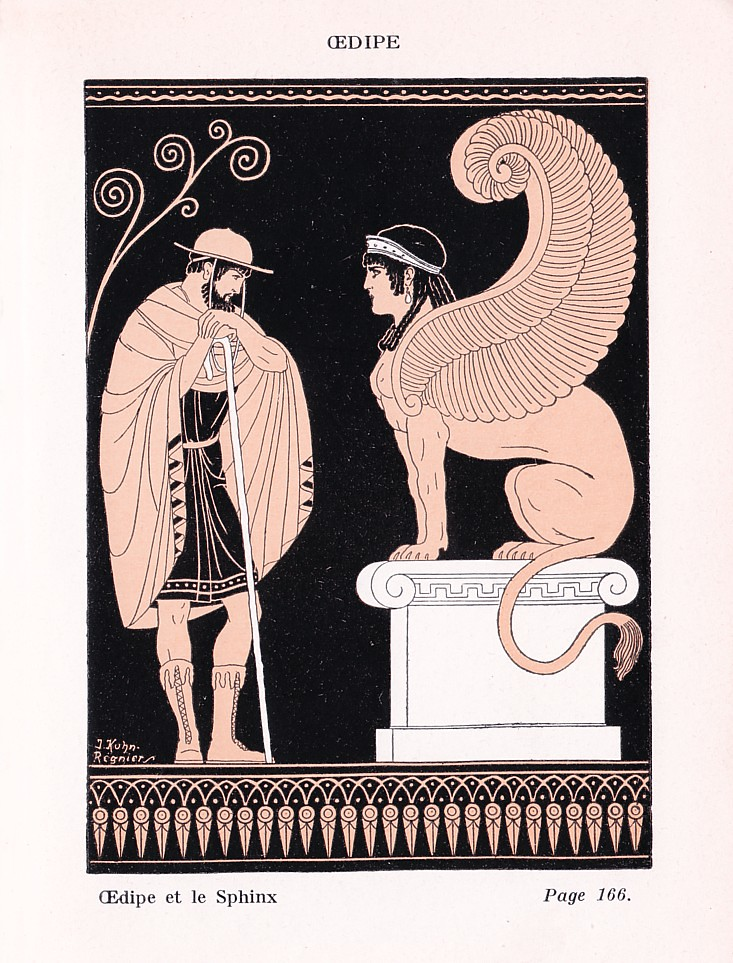

أوديب هي تمثيلية لبيير كورني قُدمت للمرة الأولى في 24 يناير 1659 في فندق البورجوني. وكانت ذات طابع مميز في عودته للمسرح بناء على إصرار نيكولا فوكييه.